# 에드문도 로스

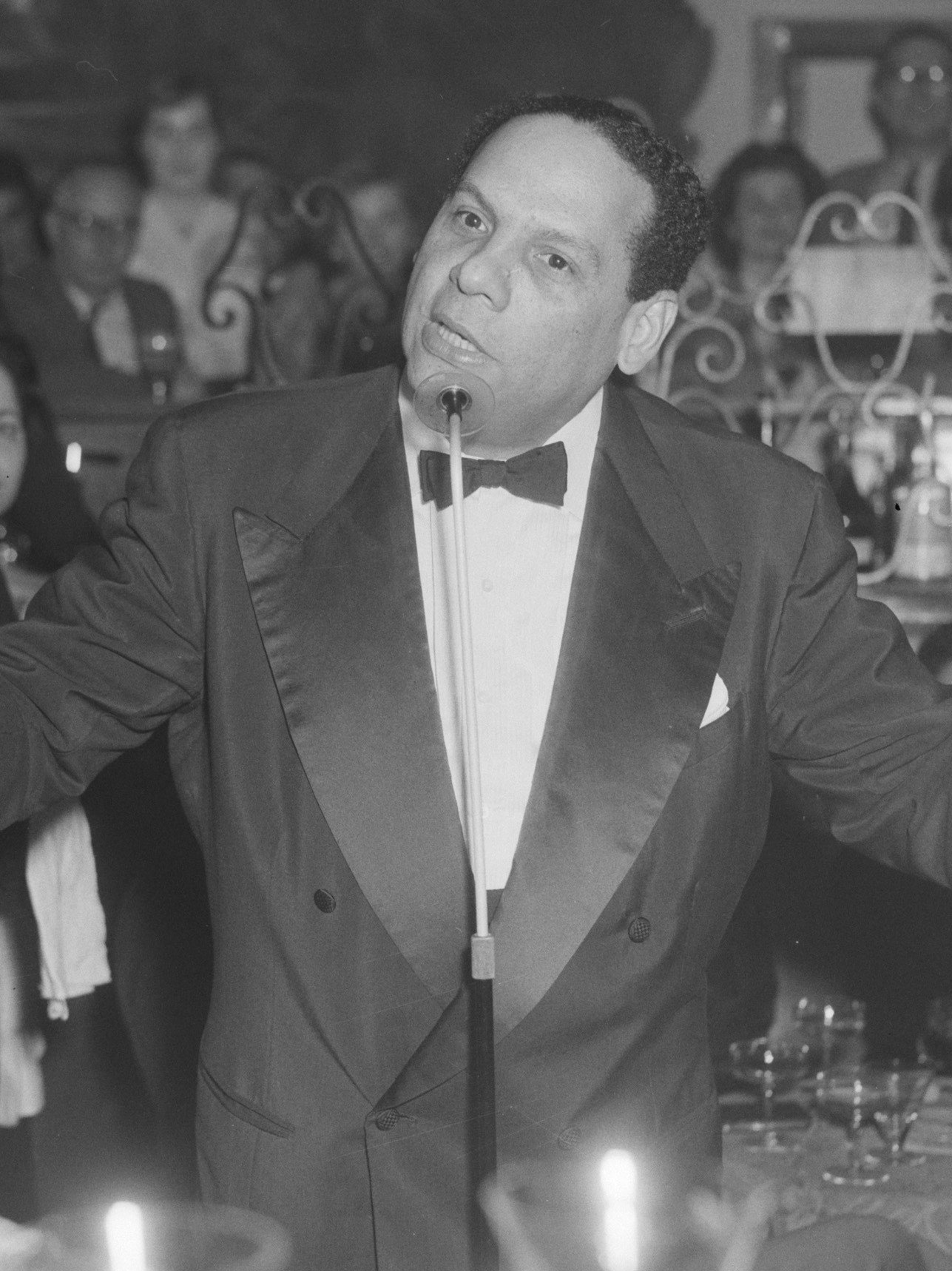
에드문도 로스 (1957)

에드문도 로스(스페인어: Edmundo Ros, OBE, 1910년 12월 7일 ~ 2011년 10월 21일)는 트리니다드 토바고에서 태어난 음악가이다.
포트오브스페인에서 태어나 여러 번의 시도 끝에 사관학교에 입학했고, 군악대에서 북을 치며 타악기에 깊은 관심을 갖게 되었다. 17세 때 베네수엘라로 이주했고, 카라카스에서 비센테 에밀리오 소호(Vicente Emilio Sojo)로부터 음악교육을 받았다. 이후 베네수엘라 심포니 교향악단(Venezuela Symphony Orchestra)의 팀파니 연주자를 거쳐 영국의 왕립음악원(RAM)으로 유학하였으며, 졸업 후에는 재즈 드럼 연주자가 되었다.
1944년 자신이 직접 라틴 음악 밴드를 조직하여 정교한 연주로 인기를 끌었다. 영국의 시민권을 취득해 영국에서 활약하였으며, 라틴 리듬을 알기 쉽게 다루어 친근감을 주는 연주로 널리 알려졌다.

## 서훈
- 2000년 대영 제국 훈장 4등급(OBE) 수훈[1]

## 참고 문헌